# Soldiers of Jah Army (musikalbum)
Soldiers of Jah Army är det självbetitlade albumet av reggaebandet Soldiers of Jah Army som släpptes år 2000.

## Låtlista
1. "Nuclear Bomb"
2. "Zion Livity"
3. "Freedom Time"
4. "Watch Them"
5. "Atomic Dub"
6. "Livity Dub"
7. "Makonnen Dub"
8. "A Stray Dub"